# Кленовское
Кленовское — село Нижнесергинского района Свердловской области России, административный центр муниципального образования «Кленовское сельское поселение».

## География
Село Кленовское расположено в 45 километрах (по автодорогам в 80 километрах) на запад-северо-запад от города Нижние Серги, на левом берегу реки Бисерти (правый приток реки Уфы), в устье левого притока — реки Пут. Через село проходит железная дорога Москва — Казань — Екатеринбург, ближайшая железнодорожная станция Кленовской находится в 3,5 километрах на восток, в самом селе находится остановочный пункт 1501 км. В трёх километрах к югу от села Кленовского проходит — автодорога федерального значения Р242.

## История села
Кленовская крепость основана в качестве острога для защиты от воинственных башкир в 1692 году в связи с началом строительства Московского тракта.
Село являлось центром Кленовской волости. В 1901 году была открыта Павленковская читальня.
В 1914 год через село прошла железнодорожная магистраль.
В 1971 году на основании решения Исполнительного комитета Нижнесергинского районного Совета депутатов трудящихся от 25.07.1971 № 228 «О переименовании села Кленовое» село Кленовое было переименовано в Кленовское.

## Николаевская церковь
В 1773 году на средства прихожан была построена деревянная церковь с отдельной стоящей колокольней, которая была освящена в честь святого Николая Чудотворца.
По преданию, инициатором её возведения был Александр I, остановившийся на отдых в 1824 году в селе на пути в Екатеринбург. В 1842 году была построена каменная однопрестольная церковь, в том же году была освящена во имя святого Николая, архиепископа Мирликийского. Церковь построена учеником А. Н. Воронихина (1759—1814), архитектором Иваном Матвеевичем Подъячевым (сер. 1780-х — ок. 1850), сыном крепостного, получивший вольную после присвоения ему Академией художеств звания свободного художника в 1835 году. Проектировал интерьеры Строгановского дворца и Казанского собора в Санкт-Петербурге, построил несколько церквей в строгановских вотчинах Прикамья.
Николаевская церковь была закрыта в 1941 году. С декабря 1987 года имеет официальный статус «Храма-памятника». Церковь была возвращена в РПЦ в 1991 году. Ведутся ремонтно-реставрационные работы. 11 марта 2009 года храм-памятник «Церковь Николая Чудотворца в с. Кленовское» передан в безвозмездное и бессрочное пользование МПРО «Приход во имя Святителя Николая» села Кленовское Нижнесергинского района Свердловской области Екатеринбургской епархии.
В советское время была снесена колокольня и колонны. Стилистика декора соответствует лучшим образцам русского классицизма.
Здание принадлежит к типу ротондальных храмов. В Свердловской области такой храм единственный. Церковь построена на холме, огибаемом старым Сибирским трактом.

## Население
| 2002 | 2010  | 2021 |
| ---- | ----- | ---- |
| 1305 | ↘1250 | ↘822 |